# Alice Cooper Goes to Hell
Alice Cooper Goes to Hell (рус. Элис Купер идёт к чёрту) — девятый студийный и второй сольный альбом американского рок-певца Элиса Купера, выпущенный в 1976 году. В чартах диск поднялся до 27-го места в США, до 23-го в Великобритании.

## Об альбоме
Alice Cooper Goes to Hell — сиквел к его предыдущему альбому Welcome to My Nightmare. Почти все песни альбома были написаны Элисом, гитаристом Диком Вагнером и продюсером Бобом Эзрином. Этот комично пугающий альбом продолжал легенду Купера про неправильное, провокационное, блестящее превращение.[уточнить]
Вдохновлённый успехом «Only Women Bleed», сингла из его первого сольного альбома, Элис и здесь сделал основной акцент на рок-баллады. «I Never Cry» явилась своего рода комментарием к ситуации с алкоголизмом, вынудившей его отправиться в реабилитационный центр. Сам Купер охарактеризовал эту песню как «исповедь алкоголика» (англ. an alcoholic confession).
В 2005 году заглавный трек Go to Hell в качестве основной музыкальной темы вошёл в шестой эпизод (Human Sacrifice) телесериала Lucy, the Daughter of the Devil.

## Список композиций
Все песни написаны Элисом Купером, Диком Вагнером и Бобом Эзрином, кроме отмеченных отдельно.
1. «Go to Hell» — 5:15
2. «You Gotta Dance» — 2:45
3. «I’m the Coolest» — 3:57
4. «Didn’t We Meet» — 4:16
5. «I Never Cry» (Купер, Вагнер) — 3:44
6. «Give the Kid a Break» — 4:14
7. «Guilty» — 3:22
8. «Wake Me Gently» — 5:03
9. «Wish You Were Here» — 4:36
10. «I'm Always Chasing Rainbows» (Гарри Кэрролл, Джозеф МакКарти) — 2:08
11. «Going Home» — 3:47

## Чарты
Альбом — Billboard (Северная Америка)
| Год  | Чарт       | Позиция |
| ---- | ---------- | ------- |
| 1976 | Pop Albums | 27      |

Синглы — Billboard (Северная Америка)
| Год  | Сингл         | Чарт        | Позиция |
| ---- | ------------- | ----------- | ------- |
| 1977 | «I Never Cry» | Pop Singles | 12      |